# 2002 en rugby à XV
Cette page présente les faits marquants de l'année 2002 en rugby à XV : les principales compétitions et évènements liés au rugby à XV et rugby à sept ainsi que les décès de grandes personnalités de ces sports.

## Événements

### Mars
Tournoi des Six Nations

### Avril
- 6 avril : le XV de France gagne le Tournoi des Six Nations en signant un Grand Chelem[1].
  - Article détaillé : Tournoi des six nations 2002

### Mai
- 25 mai, Coupe d'Europe : Leicester Tigers (Angleterre) remporte la Coupe d'Europe face à Munster Rugby (Irlande).
- 26 mai, Bouclier européen : Sale Sharks (Angleterre) 25-22 Pontypridd RFC (Galles)
- ? mai : vingt-sixième édition de la Coupe Ibérique. Les Portugais du SL Benfica l'emportent 19 à 16 face aux Espagnols du VRAC Quesos Entrepinares, glanant ainsi leur quatrième titre dans la compétition.

### Juin
- 8 juin : le Biarritz olympique est champion de France de rugby.  En finale, le BO écarte Agen 25 à 22, après prolongations[2].

### Août
- 17 août : le XV de Nouvelle-Zélande remporte les Tri-nations.

## Principaux décès
- 4 juillet : Gérard Dufau (France, Rugby à XV) à 78 ans.